# Conus aculeiformis
Conus aculeiformis é uma espécie de gastrópode do gênero Conus, pertencente à família Conidae.